# Линия Аэропорт (Кэйкю)
Линия Аэропорт (яп. 京急空港線 кэйкю: ку:ко: сэн) — железнодорожная линия частного японского железнодорожного оператора Keikyu Corporation. Линия протянулась на 6,5 километра от станции Кэйкю-Камата до станции Местный терминал аэропорта Ханэда в специальном районе Ота города Токио. Многие составы продолжают движение далее по линии Кэйкю. 

## Станция
Легенда:
- ●：останавливается ｜：проезжает

| Код станции | Станция                       | Между станциями (км) | Всего (км) | Ltd. Express | Airport Express | Пересадки                                             |
| ----------- | ----------------------------- | -------------------- | ---------- | ------------ | --------------- | ----------------------------------------------------- |
| KK11        | Кэйкю-Камата                  | -                    | 0.0        | ●            | ｜              | Keikyu Corporation：Линия Кэйкю（Синагава・Иокогама） |
| KK12        | Кодзия                        | 0.9                  | 0.9        | ｜           | ｜              |                                                       |
| KK13        | Отории                        | 1.0                  | 1.9        | ｜           | ｜              |                                                       |
| KK14        | Анамори-Инари                 | 0.7                  | 2.6        | ｜           | ｜              |                                                       |
| KK15        | Тэнкубаси                     | 0.7                  | 3.3        | ｜           | ｜              | Tokyo Monorail                                        |
| KK16        | Терминал 3 Аэропорта Ханэда   | 1.2                  | 4.5        | ●            | ●               | Tokyo Monorail                                        |
| KK17        | Терминал 1･2 Аэропорта Ханэда | 2.0                  | 6.5        | ●            | ●               | Tokyo Monorail                                        |